# Shmi Skywalker
Shmi Skywalker er en person i Star Wars-universet og mor til Anakin Skywalker. Hendes fornavn stammer fra "Lakshmi" – en hinduistisk gudinde. I filmen spilles hun af den svenske skuespiller Pernilla August.

## Historie
Man ser første gang Shmi i The Phantom Menace, hvor hun selv og hendes søn er slaver af skrothandleren Watto på Tatooine. Shmi karakteriseres som en kærlig mor, der ikke stiller spørgsmålstegn ved at lade sin søn forlade planeten, efter at han vandt sin frihed i et podracerløb. Shmi og Anakin så ikke hinanden i ca. 10 år, før Anakin i drømme fornemmede, at hun var i fare og drog tilbage til Tatooine. Her finder han ud af, at hun fik sin frihed af Cliegg Lars, men blev kidnappet af Sandfolket. Anakin bruger sine jedievner til at finde hende, men når kun at sige farvel til hende, før hun dør i hans arme.

## Fødslen af Anakin
Det er et mysterium, hvordan Anakin blev undfanget. Shmi fortæller nemlig til Qui-Gon Jinn i The Phantom Menace, at der ikke var nogen far, og at hun blev gravid ud af det blå. Nærmest som Jomfru Maria blev gravid med Jesus uden en far. Man regner dog med, at det er mediklorianerne, som har frembragt hendes graviditet – alt dette fordi Palpatine i Revenge of the Sith udtaler at mediklorianer kan skabe liv.